# Santa Eulália (Vizela)
Santa Eulália is een plaats (freguesia) in de Portugese gemeente Vizela en telt 5200 inwoners (2001).